# Mara Navarria
Mara Navarria (Údine, 18 de julho de 1985) é uma esgrimista italiana de espada, medalhista mundial e europeia. Iniciou-se no esporte no antigo clube AS Sangiorgina e se juntou ao Centro Sportivo Esercito após se mudar para Roma.
Navarria tornou-se campeão mundial em 2018, quando venceu a romena Ana Maria Brânză. Ela também possui duas medalhas mundiais de bronze por equipes e duas medalhas em Campeonatos Europeus.

## Vida pessoal
Navarria cresceu em Carlino, Údine e começou a praticar o esporte no antigo clube AS Sangiorgina (atual Gemina Scherma) em San Giorgio di Nogaro, sob o comando de Dario Codarin. Depois de seus estudos secundários em Cervignano del Friuli, ela se mudou para Roma, onde se juntou ao Centro Sportivo Esercito, a seção de esportes do Exército Italiano, sob o comando do técnico Oleg Pouzanov.
Navarria casou com seu preparador físico, Andrea Lo Coco.

## Carreira
Navarria ganhou a Copa do Mundo de Esgrima, na categoria júnior, em 2004 e 2006. Ela foi selecionada pela primeira vez para a equipe sênior da Itália para a disputa do Campeonato Europeu de Esgrima de 2005, no qual terminou em 49.º lugar no evento individual e em 9.ª posição por equipes.[carece de fontes?]
Na temporada 2009-10, Navarria fez parte da equipe italiana que ganhou uma medalha de prata, sendo derrotada na decisão pela Polônia. No ano seguinte, no Campeonato Mundial, em Catânia, ela foi derrotada pela polonesa Magdalena Piekarska e terminou em 12.º lugar. No evento por equipes, a Itália perdeu na semifinal para a China. As italianas, no entanto, derrotaram a Alemanha por 45 a 33 para conquistar a medalha de bronze.
Navarria começou a temporada 2011-12 conquistando uma medalha de ouro na etapa de Doha da Copa do Mundo e, em sequência, uma medalha de prata na etapa de Budapeste. Ela se classificou para os Jogos Olímpicos de Londres. No evento individual, ela foi derrotada na segunda fase pela estadunidense Maya Lawrence. No evento por equipes, a Itália perdeu para os Estados Unidos na primeira rodada e terminou em 7.º lugar na classificação final. Navarria terminou a temporada em 12.ª posição no ranking mundial.
Navarria fez uma pausa em sua carreira na temporada 2012-13 para dar à luz um filho, Samuele. Ela voltou à competição nos Jogos do Mediterrâneo de 2013. em Mersin, onde terminou em 7.º lugar. No Campeonato Mundial de Budapeste, ela foi vencida nas quartas-de-final pela russa Anna Sivkova, que acabou ganhando uma medalha de prata. No evento por equipes, a Itália foi eliminada nas quartas-de-final pela Rússia por um toque.[carece de fontes?]
Na temporada seguinte, Navarria chegou às quartas-de-final nos torneios da Copa do Mundo em Havana e Rio de Janeiro. No Campeonato Europeu de 2014, ela perdeu para a francesa Lauren Rembi na segunda rodada. No evento de equipe, a Itália foi derrotada pela Romênia nas semifinais. Elas então prevaleceram sobre a Estônia para ganhar a medalha de bronze. No Campeonato Mundial, em Cazã, Navarria foi eliminada na segunda rodada por Erika Kirpu, da Estônia, que conquistaria a medalha de prata. No evento por equipes, a Itália se vingou da Romênia, nas quartas-de-final, mas perdeu a semifinal para a Estônia. As italianas, no entanto, superaram a Hungria e conquistaram a medalha de bronze.
No Campeonato Mundial de Esgrima de 2018, em Wuxi, conquistou a medalha de ouro no evento individual. Ela venceu em sequência a húngara Anna Kun, a francesa Auriane Mallo, a estadunidense Katharine Holmes, a estoniana Katrina Lehis, a suíça Laura Staehli e, na decisão, derrotou Ana Maria Brânză, da Romênia.